# Marie Dentière
Marie Dentière, född 1495 i Tournai i nuvarande Belgien, död 1561 i Genève, var en schweizisk protestantisk reformator och teolog, verksam som författare och predikant.
Hon spelade en stor roll i reformationen i Genève, särskilt när det gällde avskaffandet av klosterväsendet, och betraktas som ett språkrör för de protestantiska kvinnorna under reformationen. Hon talade för könens jämlikhet och lika rätt att verka inom religionen. 
Hon är den enda kvinnan som räknas bland de protestantiska reformatorerna, och den enda kvinnan vars namn finns upptaget på monumentet Reformationsmuren i Genève.